# Катаев, Пётр Евгеньевич
Пётр Евгеньевич Катаев (21 января 1930 — 15 августа 1986) — советский кинооператор. Заслуженный деятель искусств РСФСР.
Сын писателя Евгения Петрова

## Биография
Пётр Катаев родился 21 января 1930 года. Его отец — известный писатель Евгений Петров (брат писателя Валентина Катаева), брат — композитор Илья Катаев.
В 1953 году Пётр закончил операторский факультет ВГИКа. В кино с 1959 года.
Работал в основном с режиссёром Татьяной Лиозновой.
Был женат на Наталье Катаевой, родной сестре Народной артистки СССР Нонны Мордюковой.
Умер во время съёмок фильма Татьяны Лиозновой «Конец света с последующим симпозиумом» 15 августа 1986 года. Похоронен на Кунцевском кладбище (уч. 10).

## Признание и награды
- Заслуженный деятель искусств РСФСР (1982)
- Государственная премия РСФСР имени братьев Васильевых (23 декабря 1976 года) — за многосерийный художественный телевизионный фильм «Семнадцать мгновений весны» производства Центральной киностудии детских и юношеских фильмов имени М. Горького[2]

## Оператор
- 1959 — Ванька
- 1959 — Отчий дом
- 1961 — Евдокия
- 1963 — Если ты прав…
- 1964 — Первый снег
- 1965 — Рано утром
- 1966 — Маленький беглец
- 1967 — Три тополя на Плющихе
- 1970 — Серебряные трубы
- 1973 — Семнадцать мгновений весны
- 1975 — Что с тобой происходит?
- 1976 — Весенний призыв
- 1978 — Школьный вальс
- 1978 — Шла собака по роялю
- 1980 — Мы, нижеподписавшиеся
- 1981 — Карнавал
- 1983 — Талисман
- 1983 — Приступить к ликвидации
- 1986 — Конец света с последующим симпозиумом (завершил Михаил Якович)